# Crossroads (película de 1986)
Crossroads (titulada Encrucijada en Hispanoamérica y Cruce de caminos en España) es una película estadounidense de drama musical de 1986 dirigida por Walter Hill. Está inspirada en la leyenda del músico de blues Robert Johnson. Protagonizada por Ralph Macchio y Joe Seneca, cuenta con música original compuesta por Ry Cooder. La cinta es especialmente conocida por su duelo culminante de guitarras entre el personaje de Macchio y Steve Vai, quien aparece en el filme interpretando al guitarrista del diablo durante la escena final.

## Argumento
Eugene Martone (Ralph Macchio) es un talentoso guitarrista clásico de 17 años fascinado por el blues. Mientras estudia en la prestigiosa escuela Juilliard de Nueva York, Eugene se obsesiona con la historia de Robert Johnson y con un supuesto tema perdido que el legendario bluesman habría compuesto y nunca grabado. Investigando archivos periodísticos, descubre que el viejo amigo y acompañante de Johnson, Willie “Blind Dog” Brown (Joe Seneca), aún vive y está recluido en un geriátrico. Eugene consigue acercarse a Willie, quien finalmente acepta revelarle los “secretos del blues” (y la canción perdida) con la condición de que el joven lo ayude a escapar del asilo y lo lleve de regreso a Misisipi. Tras escuchar tocar a Eugene, Willie señala que, si bien es técnico, “no tiene alma” en su forma de tocar, evidenciando la brecha entre la formación académica de Eugene y el sentimiento del blues genuino.
Cumpliendo el trato, ambos emprenden un largo viaje hacia el sur de Estados Unidos, viviendo de primera mano la experiencia del blues. Viajan haciendo autostop, sobreviven con pocos medios y tocan música en las calles y tabernas para ganarse la vida. En un rústico juke joint del Delta, Eugene deslumbra con la guitarra y gana el apodo de “Lightning Boy” (chico relámpago) entre los músicos locales. Willie le enseña técnicas de blues (como el uso del slide en la guitarra) y refuerza en él la importancia del sentimiento sobre la técnica. Durante el trayecto se les une una joven fugitiva, Frances (Jami Gertz), de quien Eugene se enamora brevemente antes de que ella continúe su camino, dejándolo con el corazón roto pero más comprometido con el blues.
Finalmente Willie y Eugene llegan a un solitario cruce de caminos en Misisipi, donde Willie confiesa que décadas atrás vendió su alma al Diablo (conocido como Scratch) a cambio de su habilidad musical con la armónica. Willie quiere anular aquel pacto, y súbitamente aparece Scratch (Robert Judd) para reclamar lo acordado. Seguro de su poder, el Diablo propone un trato: organizar un duelo de guitarra entre Eugene y su propio guitarrista virtuoso. Si Eugene gana, Scratch liberará el alma de Willie; pero si pierde, Eugene también entregará su alma. A pesar del peligro, Eugene acepta el desafío. Ambos son transportados mágicamente a un abarrotado salón de música, donde se presenta Jack Butler (Steve Vai), el temido guitarrista eléctrico que “pertenece” al Diablo.
En el clímax del filme, Eugene y Jack Butler se enfrentan en un duelo musical frente al público. Comienzan intercambiando solos de blues tradicionales, pero Butler pronto eleva la apuesta con demostraciones de rock, obligando a Eugene a seguirle el paso. Conforme avanza la batalla, los solos de guitarra se vuelven cada vez más complejos y rápidos. Finalmente, acorralado por la destreza de Butler, Eugene recurre a su formación clásica: sorprende a todos interpretando un pasaje de guitarra de estilo barroco/neoclásico, una pieza sumamente rápida y difícil que su contrincante es incapaz de replicar. Derrotado por la técnica superior de Eugene, Butler abandona el escenario y Scratch se ve obligado a romper el contrato que poseía sobre el alma de Willie Brown, liberándolo de la deuda. Con la promesa cumplida, Willie y Eugene retoman su camino; se les ve andando juntos por la carretera hacia Chicago, dispuestos a llevar la música del blues a nuevos horizontes.

## Reparto
- Ralph Macchio como Eugene Martone (“Lightning Boy”)
- Joe Seneca como Willie “Blind Dog” Brown
- Jami Gertz como Frances
- Steve Vai como Jack Butler
- Joe Morton como Asistente de Scratch
- Robert Judd como Scratch (el Diablo)

## Banda sonora
La banda sonora de Crossroads fue compuesta y producida por Ry Cooder, quien aportó autenticidad al integrar abundantes elementos del blues rural. Cooder –un reconocido guitarrista y musicólogo del género– pasó casi un año trabajando en la música del filme. Según explicó el propio músico, cada escena de Crossroads evocaba algún “hito” de la tradición del blues, y él seleccionó canciones o estilos específicos para reflejar esos momentos a modo de curso básico de blues. En el transcurso de la película se escuchan blues del Delta acústicos (con guitarra slide), temas de blues urbano con guitarra eléctrica, e incluso números de armónica interpretados por el legendario Sonny Terry, todos incorporados para reforzar la ambientación genuina del relato.
En paralelo, el filme entrelaza influencias de la música clásica, reflejando la formación académica de su protagonista. El guitarrista clásico William Kanengiser fue contratado para interpretar en la banda sonora las piezas de guitarra clásica que Eugene ejecuta en pantalla, además de asesorar a Macchio en la digitación. En una escena temprana, por ejemplo, Eugene toca en clase el «Rondó alla Turca» de Wolfgang A. Mozart (Marcha turca), en un arreglo para guitarra al que añade una elegante coda de blues. Esta fusión de estilos anticipa el elemento central de la música en Crossroads: la combinación del blues con la técnica clásica que se manifiesta plenamente en el duelo final de guitarras.

## Duelo de guitarras final
La secuencia climática de la película es un duelo de guitarra en el que el joven Eugene se enfrenta al virtuoso Jack Butler (alter ego de Steve Vai) en un “concierto” pactado con el Diablo. Musicalmente, el enfrentamiento comienza en el terreno del blues, pero rápidamente deriva en un alarde de guitarra rock de alta velocidad. Ambos guitarristas intercambian solos cada vez más complejos hasta alcanzar un punto álgido. Para poder triunfar, Eugene debe apartarse del blues y recurrir por completo a su técnica clásica. Su arma final es «Eugene’s Trick Bag», una pieza original compuesta e interpretada por Steve Vai para la película, la cual cita extensamente el Capricho n.º 5 de Paganini (original para violín) adaptándolo a la guitarra eléctrica. Este pasaje neoclásico resulta imposible de igualar para Butler, quien se ve vencido y deja caer su guitarra admitiendo la derrota; con ello, el Diablo anula el contrato y Willie Brown recupera su alma.
Aunque Ry Cooder compuso e interpretó la mayoría de la música de la película, Steve Vai contribuyó con todas las partes de guitarra eléctrica del duelo final (tocando tanto su propio papel de Jack Butler como la pieza con la que Eugene gana). Cabe señalar que la grabación de «Eugene’s Trick Bag» y los solos de Vai no fueron incluidos en el álbum oficial de la banda sonora del filme (centrado principalmente en los temas de blues de Cooder). Años más tarde, Vai publicaría sus interpretaciones de Crossroads –incluyendo el mencionado duelo de guitarras– en el disco The Elusive Light and Sound, Vol. 1.